# Import docelowy
Import docelowy produktu leczniczego lub środka spożywczego specjalnego przeznaczenia żywieniowego – przywóz z zagranicy produktu leczniczego niedopuszczonego do obrotu w Polsce lub środka spożywczego specjalnego przeznaczenia żywieniowego niewprowadzonego do obrotu w Polsce, w celu ratowania życia lub zdrowia pacjenta.
Import docelowy produktu leczniczego lub środka spożywczego specjalnego przeznaczenia żywieniowego jest jedyną legalną możliwością sprowadzenia do Polski za pośrednictwem apteki preparatu dostępnego w obrocie za granicą, ale nie spełniającego prawnych warunków obrotu w Polsce, czyli:
- w przypadku produktu leczniczego – aktualnego pozwolenie na dopuszczenie do obrotu w Polsce lub świadectwa rejestracji, wydanego przez jeden z uprawnionych organów: Urząd Rejestracji Produktów Leczniczych, Wyrobów Medycznych i Produktów Biobójczych albo Europejską Agencję Leków.
- w przypadku środka spożywczego specjalnego przeznaczenia żywieniowego – etykiety o odpowiedniej treści w języku polskim oraz zgłoszenia wprowadzenie preparatu po raz pierwszy do obrotu w Polsce przez producenta do rejestru prowadzonego przez Główny Inspektorat Sanitarny.

Preparaty sprowadzane są z innych krajów Europy lub innych kontynentów na indywidualne zapotrzebowanie na import docelowy wystawiane przez lekarza lub lekarza dentysty, którego rozpatrzenie należy do Ministra Zdrowia, po uzyskaniu pozytywnej opinii  konsultanta wojewódzkiego lub krajowego we właściwej dziedzinie medycyny lub stomatologii. W przypadku preparatów przeznaczonych do stosowania poza szpitalem, pacjent może dodatkowo wystąpić do ministerstwa o refundację, o ile jest uprawniony do świadczeń zdrowotnych finansowanych przez NFZ.
Z trybu importu docelowego korzysta się szczególnie w przypadkach rzadziej występujących chorób albo w sytuacji nieskuteczności leczenia preparatami dostępnymi w Polsce lub istnienia przeciwwskazań do ich zastosowania, a także w przypadku preparatów, których produkcji zaprzestano w kraju.